# E-neschopenka
E-neschopenka (eNeschopenka) je neschopenka (hlášení pracovní neschopnosti) pro zaměstnavatele a správu sociálního zabezpečení vystavená lékařem elektronicky.
Dočasná pracovní neschopnost se týká zaměstnance, který byl lékařem uznán pro nemoc nebo úraz dočasně práce neschopným k výkonu své dosavadní pojištěné činnosti nebo nemůže vykonávat dosavadní pojištěnou činnost pro nařízenou karanténu. E-neschopenka umožňuje ošetřujícím lékařům elektronické předávání formulářů souvisejících s dočasnou pracovní neschopností na správu sociálního zabezpečení.

## Současný stav
Lékaři pro vypsání neschopenek používají takzvané e-podání. Potřebují k tomu počítač s internetem, datovou schránku či klíč+certifikát pro elektronický podpis a lékařský software, který službu e-podání podporuje. Musí se také v ČSSZ zaregistrovat. 
eNeschopenky se týkají pouze nemocenského. Z toho vyplývá, že se vystavují pouze při činnosti, která zakládá účast na nemocenském pojištění a pouze při dočasné pracovní neschopnosti. Ostatní dávky nemocenského pojištění se i nadále zpracovávají papírově.
Od ledna 2020 hlásí lékaři v ČR pracovní neschopnosti elektronicky. Pacient nemusí do zaměstnání nosit žádné papírové potvrzení či hlášení, jeho povinnost informovat zaměstnavatele o pracovní neschopnosti (o vzniku překážky v práci na straně zaměstnance) ale zůstává. Mělo by stačit pouhé zavolání nebo e-mail, konkrétní postup si stanoví zaměstnavatel.
Během prvních 14 dnů nemoci dostává zaměstnanec náhradu mzdy od zaměstnavatele a od 15. dne začíná vyplácet příslušná OSSZ nemocenské. Nemocenské od OSSZ se primárně vyplácí stejným způsobem jako je zaměstnanci poukazována mzda, plat či odměna. Pacient může požádat o změnu vyplácení.

## Historie
2010V omezené podobě funguje elektronické zadávání neschopenek (služba e-podání Hlášení pracovní neschopnosti). Systém stál podle dostupných informací nejméně 40 milionů a lékaři kromě elektronického zasílání však musí několik dokumentů sami tisknout.
2013Proti elektronické neschopence vystoupila Česká lékařská komora. Argumentovala obavou z toho, že stát novinku nezvládne a IT systém, vytvořený pro elektronické neschopenky, bude padat a zdržovat lékaře, podobně jako tomu v té době bylo u registru vozidel.
2017Novela zákona 187/2006 Sb. o nemocenském pojištění, který měl fungovat od ledna 2019, ovšem jen během roku 2017 měl však jen zákon 187/2006 Sb. pět různých znění. Projekt e-neschopenek počítal s jejich začleněním do Jednotného informačního systému práce a sociálních věcí Ministerstva práce pozměňovacím návrhem k novele zákona č. 589/1992 Sb., o pojistném na sociální zabezpečení (zákon č. 259/2017 Sb.) prostřednictvím poslance Jiřího Běhounka, který byl připraven tehdejším prvním náměstkem MPSV Robertem Baxou. Údaje o příjemcích nemocenské a dalších dávek se tak měly propojit.
2018Hospodářská komora podmiňuje zrušení karenční doby právě zavedením a odzkoušením e-neschopenky.. Nicméně Ministerstvo práce navrhlo současnou úpravu elektronických neschopenek ze zákona vyškrtnout a zrušit je. Připravit je prý chce úplně znovu. Během roku 2018 měl zákon 187/2006 Sb. znovu pět různých znění.
2019Schválení zákona č. 164/2019 Sb., kterým se mění Zákon o nemocenském pojištění. Tento zákon zavádí eNeschopenky, ale užívá pro ně termín elektronická podání.
2020Lékaři jsou povinni dočasné pracovní neschopnosti hlásit příslušné okresní správě sociálního zabezpečení (OSSZ) již jen elektronicky. Informaci zároveň dostane zaměstnavatel, který o tuto notifikací požádal, ostatní ji najdou na ePortálu ČSSZ. Průkaz práce neschopného pojištěnce je součástí nových třídílných neschopenek. Zbylé dva díly se tisknou jen v případě technického výpadku.